# شبيهة البونيرة
شبيهة البونيرة (الاسم العلمي:Paraponera) هي جنس من النمل تتبع القبيلة  من أسرة أشباه البونيراوات.